# اونغ سونغ وو
اونغ سونغ وو هو ممثل ومغني كوري جنوبي وعضو سابق في فرقة وناوان. ولد في 25 أغسطس 1995.

## فيلموغرافيا

### مسلسلات تلفزيونية
| عام  | عنوان                 | الدور        | قناة البث   | المراجع |
| ---- | --------------------- | ------------ | ----------- | ------- |
| 2019 | في الثامنة عشر        | تشوي جون وو  |             |         |
| 2020 | أكثر من مجرد أصدقاء   | لي سوو       | جي تي بي سي | [ 2 ]   |
| 2023 | الفتاة القوية نام سون | كانغ هيي سيك | جي تي بي سي | [ 3 ]   |